# Zilog Z180

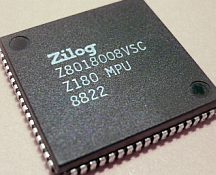
Antigo Z180 num encapsulamento PLCC (os encapsulamentos QFP e LQFP são mais comuns hoje em dia).

O microprocessador de 8 bits Zilog Z180 é um dos sucessores da UCP Z80. É compatível com a maior parte da base de software escrito para o Z80. A família Z180 acrescenta alta performance e funções de periféricos integrados como gerador de clock, timers/contadores de 16 bits, controlador de interrupção, geradores de wait states, portas seriais e um controlador DMA. A unidade de gerenciamento de memória embutida (MMU) possui a capacidade de endereçar até 1 MiB de memória. É possível configurar o Z180 para operar como o Hitachi HD64180.

## Tipos
| Chip   | Freq. (MHz) | Timers | E/S              | Contr. Com.         | Outros                                                       |
| ------ | ----------- | ------ | ---------------- | ------------------- | ------------------------------------------------------------ |
| Z80180 | 6, 8, 10    | 2      | N/S              | UCP                 | 1 MiB MMU, 2xDMA's, 2xUARTs                                  |
| Z80181 | 10          | 1      | 16               | UCP                 | 1 MiB MMU, 2xDMA's, 2xUARTs                                  |
| Z80182 | 16, 33, 20  | 0      | Clock Serial, 24 | ESCC, CSIO, UART    | S180 Megacell, 2xESCC canais, 16550 MIMIC                    |
| Z80195 | 20, 33      | 4      | 7/24             | SCC, CSIO, UART     |                                                              |
| Z8L180 | 20          | 2      | Clock Serial     | CSIO, UART          | 1 MiB MMU, 2xDMA's, 2xUARTs, operação em 3,3 V               |
| Z8L182 | 20          | 0      | Clock Serial     | ESCC, CSIO, UART    | S180 Megacell, 2xESCC canais, 16550 MIMIC, operação em 3,3 V |
| Z8S180 | 10, 20, 33  | 2      | Clock Serial     | UART, DMA, I2C, SPI | 1 MiB MMU, 2xDMA's, 2xUARTs                                  |